# سامسونج جالكسي تاب 4 7.0
سامسونج جالكسي تاب 4 7.0 (بالإنجليزية: Samsung Galaxy Tab 4 7.0)‏ هو حاسوب لوحي من إلكترونيات سامسونج ضمن سلسلة سامسونج جالكسي تاب يعمل بنظام أندرويد تم الكشف عنه في 1 أبريل 2014، تم طرحه في الأسواق في 1 مايو 2014.

## الخصائص
- نظام التشغيل: أندرويد
- الكاميرا الأمامية: 1.3 ميجابكسل
- الكاميرا الخلفية: 3.2 ميجابكسل
- الوزن: WiFi: 274 غ (0.604 رطل), 3G: 276 غ (0.608 رطل), 4G/LTE: 278 غ (0.613 رطل)
- المعالج: 1.4 جيجا هرتز رباعي النواة
- الذاكرة: 1.5 جيجابايت
- التخزين: 8 جيجابايت